# 李廷儀 (隆慶進士)
李廷儀（1539年—？），字國瞻，號敬菴，山西平陽府霍州人，民籍，明朝政治人物。同進士履歷。

## 生平
嘉靖四十三年（1564年）甲子科山西鄉試第二十八名舉人，隆慶五年（1571年）中式辛未科會試第一百六十四名，三甲第一百二十九名進士。都察院觀政，授吴堡县知县，六年调洛川县，萬曆五年（1577年）閏八月选授兵科给事中，七年十月巡视京营，条陈戎政七事，八年二月升吏科右给事中，九年二月升吏科左给事中，五月升工科都给事中，十一年出为河南布政使司右参政，分守汝南，以卓异纪录，十四年正月升陕西按察使，治兵固原，十六年十月升都察院右佥都御史、巡抚甘肃，十八年七月巡按直隶御史周孔教疏列西镇失事罪状，言甘肃抚臣李廷仪守虏巢穴，失于堤防，事已危急，不以上闻，当议罪，李廷儀被调任南京。

## 家族
曾祖李興；祖父李著；父李文勝，典膳。嫡母郭氏；繼母馬氏；生母許氏。永感下。兄李廷威。